# World of Goo

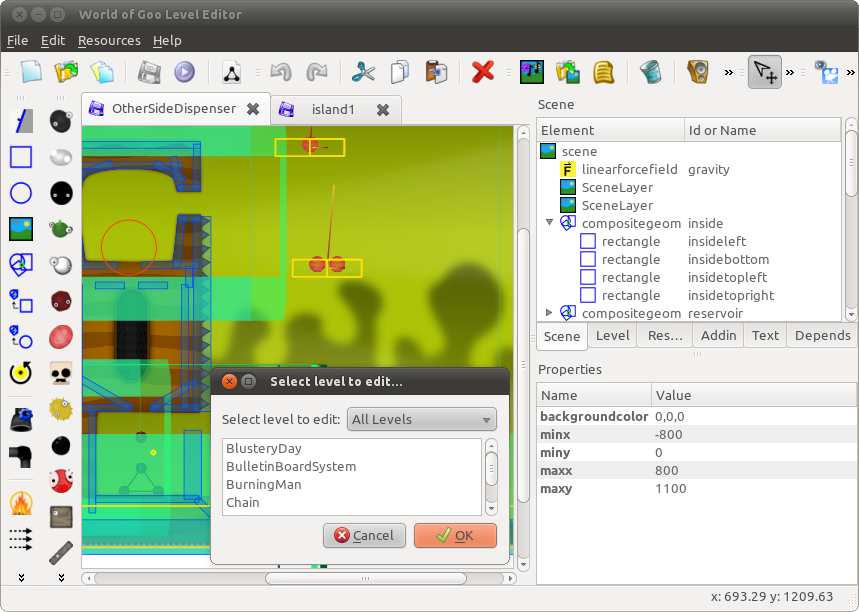
World of Goo Editor

World of Goo is een computerspel van 2D Boy. Het spel werd op 13 oktober 2008 uitgebracht als download voor Windows en Mac OS X. Op 11 december van dat jaar kwam het in de handel als fysiek spel.

## Gameplay
De bedoeling van het spel is om grote bouwwerken te maken met slijmballen. Het spel is verdeeld in vijf hoofdstukken met elk meerdere levels. Elk level heeft zijn eigen grafische en muzikale thema. Er is ook een bonusspel toegevoegd waarbij het doel is om de hoogste toren van slijm te bouwen die de speler gedurende het spel heeft verzameld.
Het spel kan alleen of met meerdere spelers worden gespeeld.

## Ontvangst
Versies voor Windows en de Wii werden zeer positief ontvangen en hebben een score op aggregatiewebsite Metacritic van respectievelijk 90 en 94.
World of Goo ontving meerdere prijzen, zoals die voor Beste Onafhankelijke Spel van Spike TV, Beste Puzzelspel, Beste Artistieke Ontwerp en Beste WiiWare-spel. Het spel werd door IGN uitgeroepen tot Spel van het Jaar in 2008.
| Aggregator | Score                                             |
| ---------- | ------------------------------------------------- |
| Metacritic | 90/100 (PC) 94/100 (Wii) 96/100 (iOS) 84/100 (NS) |
| Publicatie | Score                                             |
| 1UP.com    | A                                                 |
| Eurogamer  | 10/10 (Wii) 9/10 (PC)                             |
| GameSpot   | 9/10                                              |
| IGN        | 9,5/10                                            |

## Trivia
- Het spel is opgenomen in het boek 1001 Video Games You Must Play Before You Die van Tony Mott.